# Aizawl Football Club
L'Aizawl Football Club è una società calcistica indiana, avente sede a Aizawl.

## Storia
L'Aizawl FC fu fondata nel 1984 ad Aizawl e per i primi anni partecipò a dei campionati amatoriali.
Nel 2012 viene iscritta all'I-League 2nd Division, diventando una squadra professionistica.
Nel 2015 vince la I-League 2nd Division diventando la prima società calcistica di Mizoram a partecipare alla I-League.
Nella loro prima partecipazione alla I-League si classifica settima arrivando però seconda nella coppa della Federazione indiana perdendo 5-0 in finale contro il Mohun Bagan.
Nel 2017 vincono la prima I-League della loro storia.
Nel 2018 partecipano alla AFC Champions League ma vengono eliminati ai play-off perdendo 3-1 contro il Zob Ahan.

## Palmarès

### Competizioni nazionali
- I-League: 1

2016-2017
- I-League 2nd Division: 1

2015

### Altri piazzamenti
- Coppa della Federazione indiana:

Finalista: 2015-2016
Semifinalista: 2016-2017

## Organico

### Rosa 2018
| N. |                   | Ruolo | Calciatore                |
| -- | ----------------- | ----- | ------------------------- |
| 1  | India (bandiera)  | P     | Lalremruata Arema         |
| 2  | India (bandiera)  | D     | Lal Chungnunga            |
| 4  | India (bandiera)  | D     | PC Laldinpuia             |
| 5  | Uganda (bandiera) | D     | Richard Kasagga           |
| 6  | India (bandiera)  | D     | Vanlalzuidika Chhakchhuak |
| 7  | India (bandiera)  | C     | Lal Hmangaihkima          |
| 8  | India (bandiera)  | C     | Joseph Vanlalhruaia       |
| 9  | India (bandiera)  | A     | Lalliansanga              |
| 11 | India (bandiera)  | A     | Lalmuankima H             |
| 12 | India (bandiera)  | D     | Lalmawizuala              |
| 13 | India (bandiera)  | C     | Lalrammaura               |
| 14 | India (bandiera)  | C     | Ayush Chhetri             |
| 15 | India (bandiera)  | A     | Rohmingthanga Bawlte      |
| 17 | India (bandiera)  | C     | Ramhlunchhunga            |

| N. |                    | Ruolo | Calciatore               |
| -- | ------------------ | ----- | ------------------------ |
| 18 | India (bandiera)   | A     | Mc Malsawmzuala          |
| 20 | Liberia (bandiera) | C     | Alfred Jaryan (capitano) |
| 21 | India (bandiera)   | P     | Zothanmawia              |
| 22 | India (bandiera)   | A     | David Lalthansanga       |
| 23 | India (bandiera)   | C     | Brandon Vanlalremdika    |
| 24 | India (bandiera)   | D     | Chawnghlut Lalrosanga    |
| 26 | India (bandiera)   | D     | K Lalmalsawma            |
| 29 | India (bandiera)   | A     | F Lalremsanga            |
| 30 | Nigeria (bandiera) | A     | Princewill Emeka         |
| 31 | India (bandiera)   | P     | Lalmuansanga             |
| 39 | India (bandiera)   | D     | Lalengmawia              |
| 44 | India (bandiera)   | P     | Lalthakima Ralte         |